# Doris Dragović
Dorotea "Doris" Dragović (Split, 16 de abril de 1961) é uma cantora e compositora croata. Ela represetnou a Jugoslávia no Festival Eurovisão da Canção 1986 com a canção "Željo moja", que terminou em 11.º lugar com 49 pontos e a Croácia em 1999 com o tema "Marija Magdalena", que terminou em quarto lugar, com 118 pontos.

## Carreira
Dragović sonhou ser cantora desde a sua infância. Ela cita  Arsen Dedić, Gabi Novak e Tereza Kesovija como suas influências e ídolos de infância. Ela começou a ter proeminência regional (Croácia) nos inícios da década de 1980 como membro da banda musical More. Dragović começou uma carreira a solo em 1986, quando lançou o seu álbum de estreia Tigrica. Nesse mesmo ano, eela representou a Jugoslávia no Festival Eurovisão da Canção 1986 em Bergen, com a canção  "Željo moja", e terminou em 11.º lugar, com 49 pontos. Dragović foi uma das mais famosas cantores pop da ex-Jugoslávia e depois da Croácia.
Em 1999, Dragović foi escolhida para representar a Croácia no Festival Eurovisão da Canção 1999, depois de ter vencido a final Croata com a sua balada dramática "Marija Magdalena", escrita pelo compositor Tonči Huljić. Dragović classificou-se em quarto lugar em Jerusalém. A sua interpretação incluiu a remoção de algumas suas peças de roupa no palco e este ato foi bem recebido num festival em que a maioria dos países preferiu o televoto.

## Vida pessoal
Doris Dragović nasceu como  Dorotea Budimir em 16 de abril de 1961 em Split, Croácia (na então  Jugoslávia). Ela é uma fã do clube de futebol  do Hajduk Split. Em 2001, Dragović foi ameaçada pela torcida daquele clube por ter cantado para o primeiro-minsitro do Montenegro Milo Đukanović na passagem de ano, de 2000 para 2001.
Dragović é casada como um antigo jogador de pólo aquático  Mario Budimir.

## Discografia

### Álbuns de estúdio
- 1985 — Tigrica
- 1986 — Željo moja
- 1987 — Tužna je noć
- 1987 — Tvoja u duši
- 1988 — Pjevaj srce moje
- 1989 — Budi se dan
- 1992 — Dajem ti srce
- 1993 — Ispuni mi zadnju želju
- 1995 — Baklje Ivanjske
- 1996 — Rođendan u Zagrebu
- 1997 — Živim po svom
- 1999 — Krajem vijeka
- 2000 — Lice
- 2002 — Malo mi za sriću triba
- 2009 — Ja vjerujem

### Compilações
- 1990 — Najveći hitovi
- 2001 — 20 godina s ljubavlju
- 2007 — The Platinum Collection
- 2010 — Najljepše ljubavne pjesme - Doris Dragović